# عمر مندس
عمر مندس (اسپانیایی: Omar Méndez‎؛ زادهٔ ۷ اوت ۱۹۳۴) بازیکن فوتبال اهل اروگوئه بود.
از باشگاه‌هایی که در آن بازی کرده‌است می‌توان به باشگاه فوتبال ناسیونال (اروگوئه)، باشگاه ورزشی فرو کاریل اوئسته، و باشگاه فوتبال ایندپندینته اشاره کرد.
وی همچنین در تیم ملی فوتبال اروگوئه بازی کرده‌است.